# Stiacciato

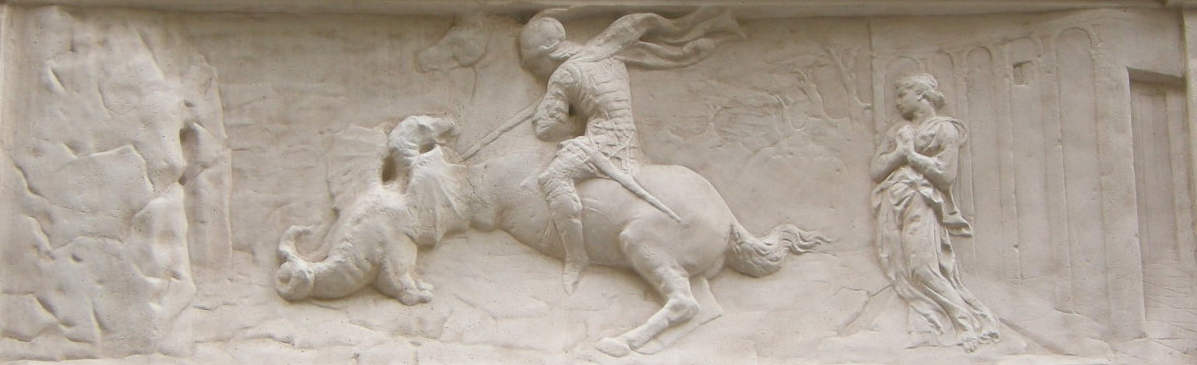
Sant Jordi allibera la princesa de Donatello, un primer exemple de relleu en stiacciato des d'una perspectiva central

El relleu aplanat, també conegut amb terme internacional d'origen italià stiacciato o schiacciato, és una tècnica escultòrica que permet de fer un baix relleu amb una variació mínima (de vegades es parla de mil·límetres), respecte al fons. Per donar a l'espectador la il·lusió de profunditat, el gruix disminueix gradualment des de primer pla fins al fons. S'aplica també la llei d'una perspectiva, normalment central.
Aquesta tècnica ha estat utilitzada principalment als segles XV i xvi, en particular, va ser l'iniciador i mestre Donatello. L'exemple més conegut n'és el relleu de Sant Jordi salvant la princesa (1416-1417), així com altres obres realitzades pel mateix autor, com la famosa Madonna Pazzi (anys 1430) o L'Assumpció a l'església Sant'Angelo a Nilo, a Nàpols (1426-1428). Un altre gran artista que va utilitzar aquesta tècnica va ser Desiderio da Settignano i Agostino di Duccio.

## Altres tècniques escultòriques
- Emmotllatge.
- Draps molls.